# 竜里県
竜里県（りゅうり-けん）は中華人民共和国貴州省黔南プイ族ミャオ族自治州に位置する県。

## 行政区画
下部に1街道、5鎮を管轄する。
- 街道
  - 冠山街道
- 鎮
  - 竜山鎮、醒獅鎮、谷脚鎮、湾灘河鎮、洗馬鎮

## 交通

### 鉄道
- 中国国家鉄路集団
  - 貴広旅客専用線、貴南旅客専用線（中国語版）
    - 竜里北駅

  - 滬昆線
  - 黔桂線

### 高速道路
- 高速道路
  - 滬昆高速道路
  - 蘭海高速道路
  - 厦蓉高速道路
- 国道
  - G210国道
  - G320国道
  - G321国道